# Onomasti komodein
Onomasti komodein  (ὀνομαστὶ κωμῳδεῖν onomasti kōmōidein) ist ein im antiken Griechenland verwendeter Ausdruck, der die namentliche Verspottung von zumeist angesehenen Personen in der altgriechischen Komödie des 5. vorchristlichen Jahrhunderts (auch bekannt als attische Alte Komödie) bezeichnet. Dabei handelt es sich um einen in satirischer Form geführten persönlichen Angriff, der mit völliger Freiheit gegen bedeutende Persönlichkeiten geführt wurde (siehe insbesondere die Angriffe des Aristophanes gegen Kleon, den seinerzeit mächtigsten Mann Athens), Sokrates (den Philosophen), Euripides (den Tragödiendichter), um deren Fehler aufzudecken.
Einer Ansicht zufolge, die ihren Ursprung der Peripatetischen Schule verdankt, war es der grundlegende charakterisierende Aspekt der altgriechischen Komödie der ersten Periode.